# 한칙
한칙(韓則, ? ~ 기원전 124년)은 전한 중기의 제후로, 궁고후 한퇴당의 손자이자 한언·한열의 배다른 형제이다.

## 생애
궁고후(弓高侯)에 봉해졌다.
원삭 5년(기원전 124년)에 죽었고, 후사가 없어 봉국이 폐지되었다.

## 출전
- 사마천, 《사기》
  - 권19 혜경간후자연표
- 반고, 《한서》
  - 권16 고혜고후문공신표